# 徳井町 (大阪市)
徳井町（とくいちょう）は、大阪府大阪市中央区の町名。現行行政地名は徳井町一丁目および徳井町二丁目。

## 地理
大阪市中央区の北部に位置。北は南新町、南は内本町、東は谷町三丁目、西は松屋町筋を挟んで本町橋とそれぞれ接する。
東西に長い地域で、東が一丁目、西が二丁目である。地内はオフィス街を形成しており、ビジネスホテルも立ち並ぶ。

## 歴史
1872年（明治5年）に大津町、松江町の南部を徳井町に編入し、徳井町1 - 2丁目となった。また、善安筋の西側に妙見新地と呼ばれる遊廓があったが、同年に消滅した。

## 世帯数と人口
2019年（平成31年）3月31日現在の世帯数と人口は以下の通りである。
| 丁目         | 世帯数  | 人口  |
| ------------ | ------- | ----- |
| 徳井町一丁目 | 104世帯 | 169人 |
| 徳井町二丁目 | 512世帯 | 639人 |
| 計           | 616世帯 | 808人 |

### 人口の変遷
国勢調査による人口の推移。
| 1995年（平成7年）  | 310人 | [ 5 ] |  |
| 2000年（平成12年） | 274人 | [ 6 ] |  |
| 2005年（平成17年） | 543人 | [ 7 ] |  |
| 2010年（平成22年） | 710人 | [ 8 ] |  |
| 2015年（平成27年） | 769人 | [ 9 ] |  |

### 世帯数の変遷
国勢調査による世帯数の推移。
| 1995年（平成7年）  | 163世帯 | [ 5 ] |  |
| 2000年（平成12年） | 162世帯 | [ 6 ] |  |
| 2005年（平成17年） | 413世帯 | [ 7 ] |  |
| 2010年（平成22年） | 519世帯 | [ 8 ] |  |
| 2015年（平成27年） | 587世帯 | [ 9 ] |  |

## 事業所
2016年（平成28年）現在の経済センサス調査による事業所数と従業員数は以下の通りである。
| 丁目         | 事業所数  | 従業員数 |
| ------------ | --------- | -------- |
| 徳井町一丁目 | 46事業所  | 390人    |
| 徳井町二丁目 | 91事業所  | 837人    |
| 計           | 137事業所 | 1,227人  |

## 施設
- 山本能楽堂
- ハクゾウメディカル

### かつて存在した施設
- 武村商事

## 交通

### 鉄道
- 最寄り駅は大阪市高速電気軌道の谷町四丁目駅。

### 道路
主要地方道
- 大阪市道天神橋天王寺線（松屋町筋）

## その他

### 日本郵便
- 〒540-0025[3]（集配局：大阪東郵便局[11]）